# Corynosoma ventronudum
Corynosoma ventronudum är en hakmaskart som beskrevs av Skrjabin 1959. Corynosoma ventronudum ingår i släktet Corynosoma och familjen Polymorphidae. Inga underarter finns listade i Catalogue of Life.